# U-Boot-Klasse I

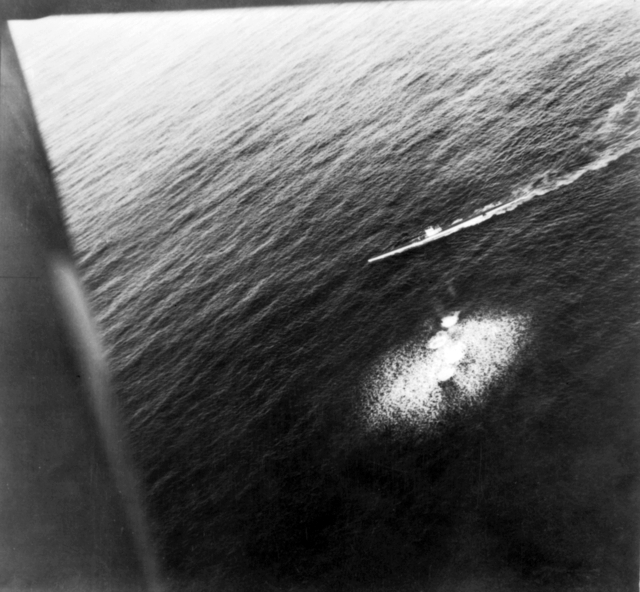
U 26 wird aus der Luft angegriffen.

Von der U-Boot-Klasse I, offiziell Typ I genannt, wurden in den Jahren 1935 bis 1936 zwei Boote bei Deschimag AG Weser in Bremen gebaut. U 25 und U 26 waren im Prinzip Versuchsboote, die aus dem für die türkische Marine von deutschen Technikern in Spanien gebauten U-Boot Gür weiterentwickelt wurden.

## Geschichte
Beide Boote wurden vor dem Krieg als Schulboote der 2. U-Boot-Flottille eingesetzt. Die Boote hatten erhebliche Probleme bei der Tiefensteuerung und sollten deshalb nicht als Kampfboote eingesetzt werden. Die Kriegsmarine ging davon aus, dass Besatzungen, die mit den Booten des Typs I klarkamen, mit den wesentlich besser steuerbaren Booten der Typen II, VII A, VII B, VII C und IX keine Probleme haben dürften.
Wegen des Mangels an Frontbooten mussten beide Boote dann ab 1939 (U 26) bzw. ab 1940 (U 25) doch zum Fronteinsatz kommandiert werden, wo sie zusammen insgesamt über 100.000 BRT feindlichen Schiffsraum versenken konnten:
- U 25 absolvierte fünf Feindfahrten, nahm u. a. am Unternehmen Weserübung teil, bevor es am 1. August 1940 auf eine Mine lief. Es entstand Totalverlust.
- U 26 wurde am 1. Juli 1940 von britischen Wasserbomben versenkt. 48 Besatzungsmitglieder überlebten den Untergang. U 26 war zwischen 1939 und 1940 zu sieben Feindfahrten ausgelaufen.

## Technische Daten
- Verdrängung: Überwasser 862 Tonnen, Getaucht 983 Tonnen, Total 1200 Tonnen
- Länge: Gesamt 72,39 m, Druckkörper 55,20 m
- Breite: Gesamt 6,21 m, Druckkörper 4,28 m
- Höhe: 9,20 m
- Tiefgang: 4,30 m
- Antrieb: Überwasser 2800–3080 PS, Getaucht 1000 PS
- Geschwindigkeit: Überwasser 17,75–18,6 kn, Getaucht 8,3 kn
- Reichweite: Überwasser 7900 sm bei 10 kn, Getaucht 78 sm bei 4 kn
- Torpedorohre: 6 (4 Bug, 2 Heck)
- Torpedos: 14 (oder 42 Minen)
- Geschütze: 1 × 10,5 cm Utof L/45, 1 × 2 cm Flak
- Tauchtiefe: 200 m (maximale Tauchtiefe)
- Besatzung: 4 Offiziere und 39 Mann